# Tygarrup intermedius
Tygarrup intermedius är en mångfotingart som beskrevs av Chamberlin 1914. Tygarrup intermedius ingår i släktet Tygarrup och familjen storhuvudjordkrypare. Inga underarter finns listade i Catalogue of Life.